# 伊丹米
伊丹米（いたみまい）は兵庫県伊丹市の伊丹産業株式会社が生産・販売をしている米のオリジナルブランドである。

## 概要
伊丹産業が生産・販売をしているブランド米である。2010年（平成22年）には、デザイナーの佐藤可士和がデザインしたパッケージがグッドデザイン賞に選ばれている。日本パッケージデザイン大賞2011に食品部門金賞を受賞している。

## 製品一覧
- 北海道産きらら397
- 秋田県産　あきたこまち
- 山形県産　はえぬき
- 宮城県産　ひとめぼれ
- 新潟県産　コシヒカリ
- 新潟県魚沼産　コシヒカリ
- 千葉県産　コシヒカリ
- 石川県産　コシヒカリ
- 兵庫県産　コシヒカリ
- 滋賀県産　キヌヒカリ
- 島根県産　きぬむすめ
- 複数原料米